# Nya Varbergs församling
Nya Varbergs församling var en församling i nuvarande Göteborgs stift och i nuvarande Varbergs kommun. Församlingen uppgick senast 1612 i Lindbergs församling.

## Administrativ historik
Församlingen bildades omkring 1420 för staden Ny Varberg genom en utbrytning ur Lindbergs församling och återgick senast 1612.